# The Final Frontier (Keel-Album)
The Final Frontier das 1986 erschienene dritte Studioalbum der US-amerikanischen Metal-Band Keel.

## Hintergrund
Mit dem 1985 veröffentlichten Album The Right to Rock, das von Kiss-Bassist Gene Simmons produziert worden war, war Keel ein Achtungserfolg gelungen. Das Album hatte Platz 99 der US-Album-Charts erreicht und sich 20 Wochen in der Hitliste halten können. Mit The Final Frontier strebte die Band größeren Erfolg an und verpflichtete erneut Gene Simmons für die Produktion.
Die Aufnahmen fanden überwiegend in den Electric Lady Studios in New York, aber auch in den Baby-O-Studios sowie im Village Recorder in Los Angeles statt. Beim Vorgängeralbum hatte Simmons noch als Co-Songwriter mitgewirkt, für The Final Frontier verzichtete die Band jedoch auf seine Hilfe beim Songwriting. Das Album entstand aber mithilfe einiger Gastmusiker. So lieh der damalige Sänger der Band Power Station, Michael Des Barres, dem Titel Raised on Rock seine Stimme, Joan Jett steuerte für dasselbe Lied die Rhythmusgitarre bei. Jamie St. James, Sänger der Band Black ’n Blue, sang Backingvocal bei Rock and Roll Animal, Gregg Giuffria steuerte den Hintergrundgesang für No Pain no Gain bei, und Mitch Perry, Gitarrist der McAuley Schenker Group, spielte Rhythmusgitarre auf Tears of Fire.
2009 wurde The Final Frontier von Geffen Records wiederveröffentlicht und als Download und CD angeboten.

## Rezeption
Das Album wurde am 7. Juni 1986 veröffentlicht und verfehlte das angestrebte Ziel nicht: Es erreichte Platz 53 der Billboard 200 und erstmals auch eine Chartnotierung in Europa, nämlich Platz 83 der britischen Albumcharts.
Eduardo Rivadavia, Rezensent bei allmusic, schrieb über The Final Frontier, das Album habe eine leichte Verbesserung gegenüber seinem Vorgänger dargestellt und mithilfe der Coverversion von Because the Night und der Powerballade Tears of Fire Goldstatus (in den USA) erreicht. Dennoch sei vieles des Keel-Materials „klischeebeladener 1980er Jahre Popmetal“ mit „austauschbaren Texten und muskulösen Riffs“. Selbst die Gastbeiträge bekannter Musiker könnten „das Interesse an dem Album kaum wachhalten“. Die aus dem Album ausgekoppelten Singles Because the Night, Tears of Fire und The Final Frontier konnten keine Charterfolge verzeichnen.

## Titelliste
1. The Final Frontier (Chaisson, Keel) 3:20
2. Rock & Roll Animal (Ferrari) 4:47
3. Because the Night (Smith, Springsteen) 3:47
4. Here Today, Gone Tomorrow (Keel)	4:06
5. Arm and a Leg (Chaisson, Ferrari, Jay, Keel) 3:08
6. Raised on Rock (Ferrari) 3:10
7. Just Another Girl (Keel) 3:16
8. Tears of Fire (Ferrari) 4:20
9. Nightfall (Ferrari) 1:56
10. No Pain, No Gain (Keel) 3:44